# SOCOLA所沢
SOCOLA所沢（ソコラところざわ）は、埼玉県所沢市北秋津に所在する野村不動産コマース株式会社が運営する大型商業施設（ショッピングセンター）である。

## 概要
西武新宿線・池袋線「所沢駅」東口、所沢駅前通りの先にて行われている「北秋津上安松土地区画整理事業」の中央部に位置し、幹線道路の沿線に立地する地上2階の建物。
スーパーマーケットのライフや家電量販店のジョーシンなど全12店舗が出店し、2024年4月25日に開業した。
施設コンセプトは、「毎日の暮らしをちょっとずつエコに、みんなに環境に地域にやさしいショッピングセンター　－毎日通うことで日常生活が少しずつ環境に配慮した持続可能な社会に繋がっていく“エコ”な生活でより豊かに、ゆるやかに繋がる生活拠点－」である。
所沢市の「マチごとエコタウン所沢」に向けて、当施設では
- にぎわい広場の創出
- シェアサイクルの導入
- EV普通充電器の設置
- 太陽光パネルの設置

を行うとしている。

## フロア構成

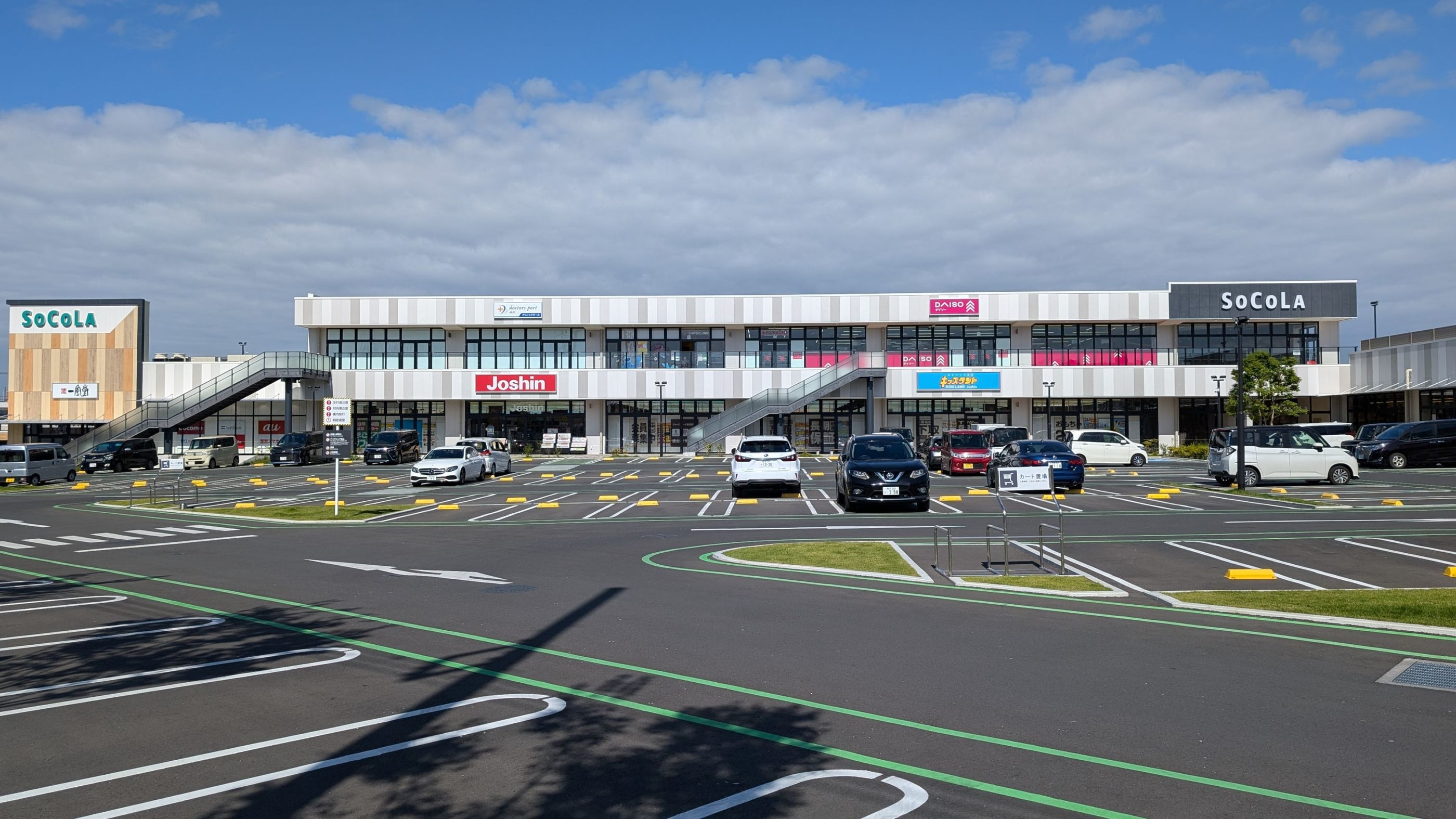
ジョーシン他が入る棟
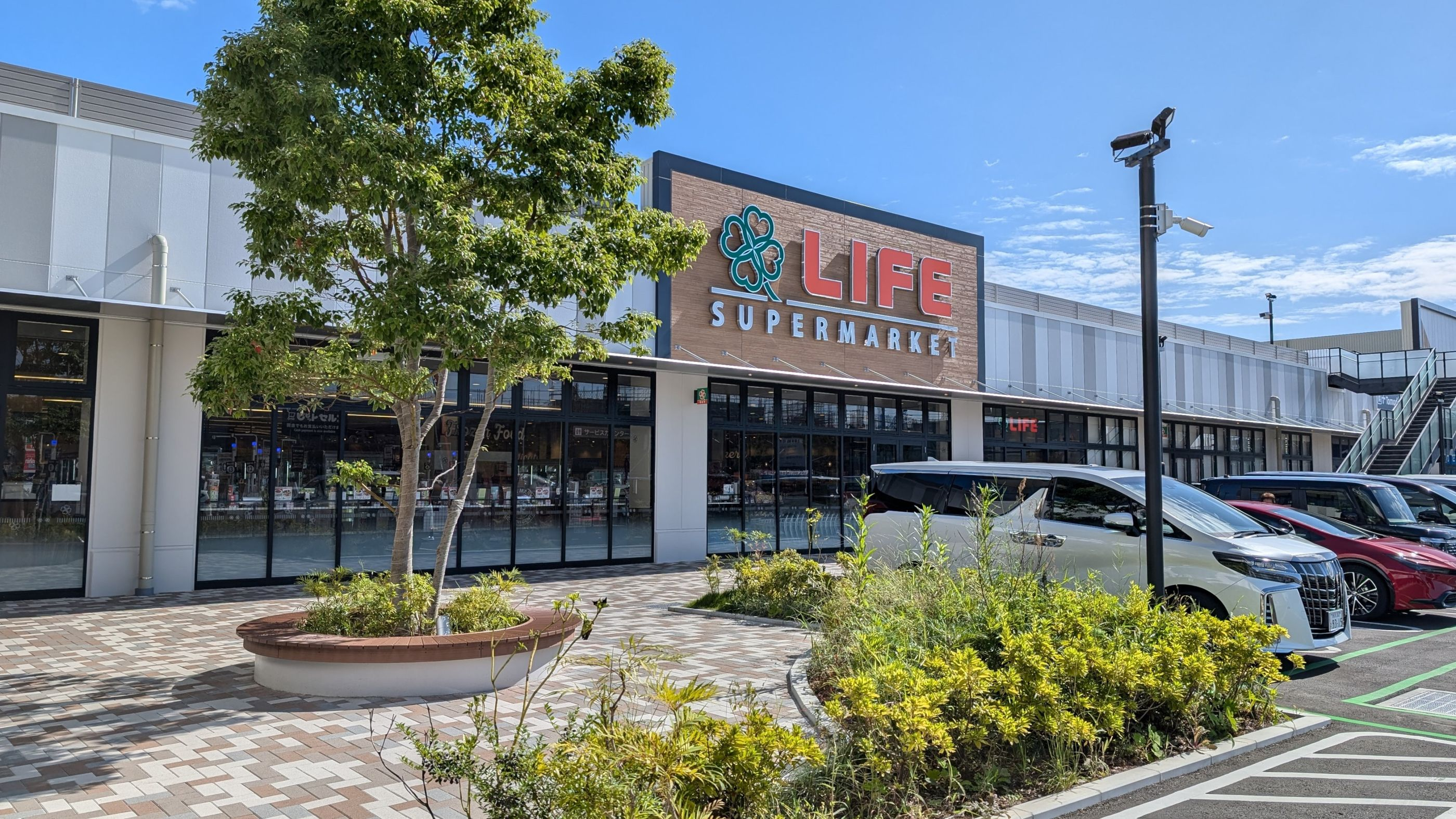
ライフ他が入る棟
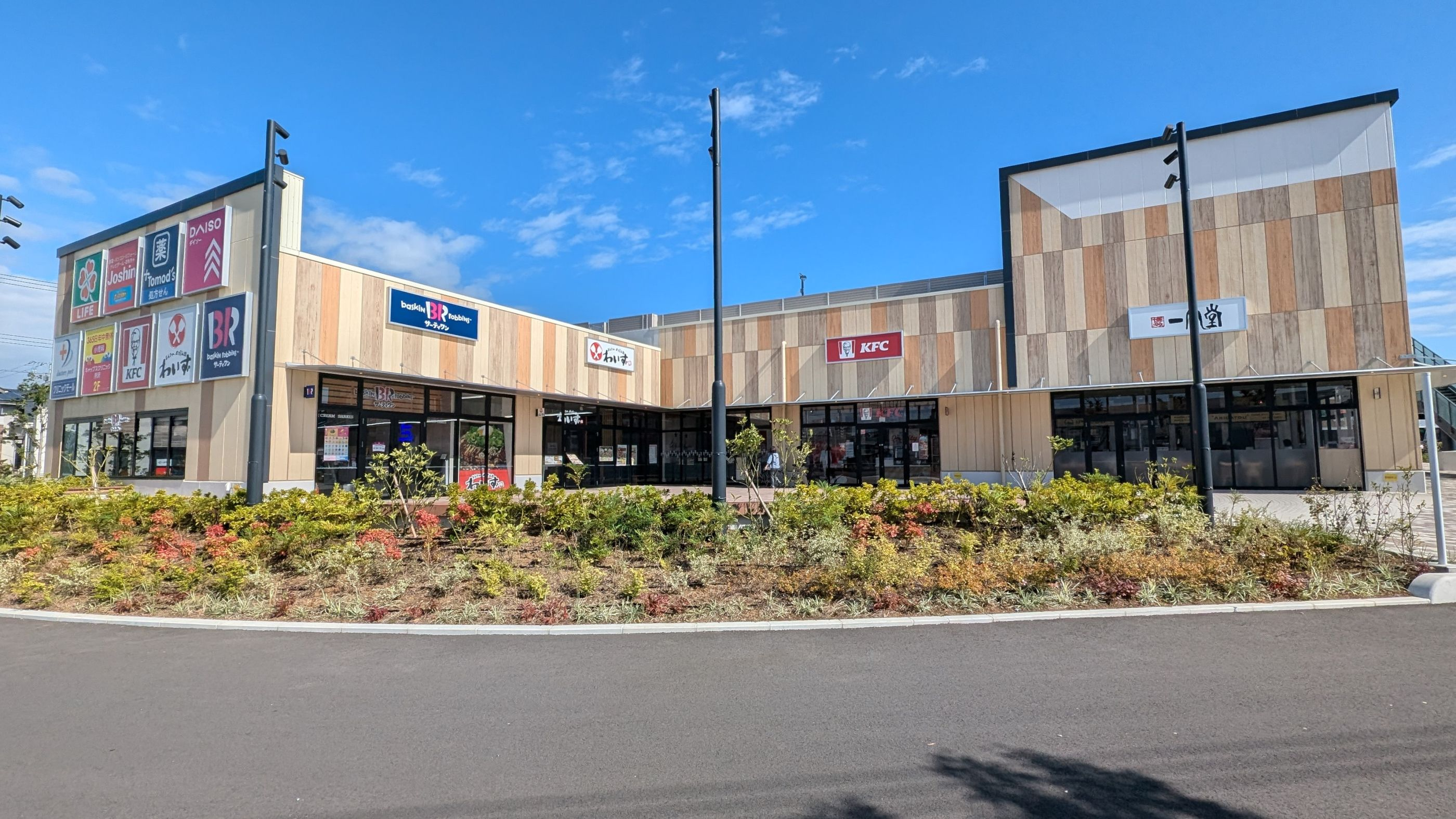
車の進入路と植栽
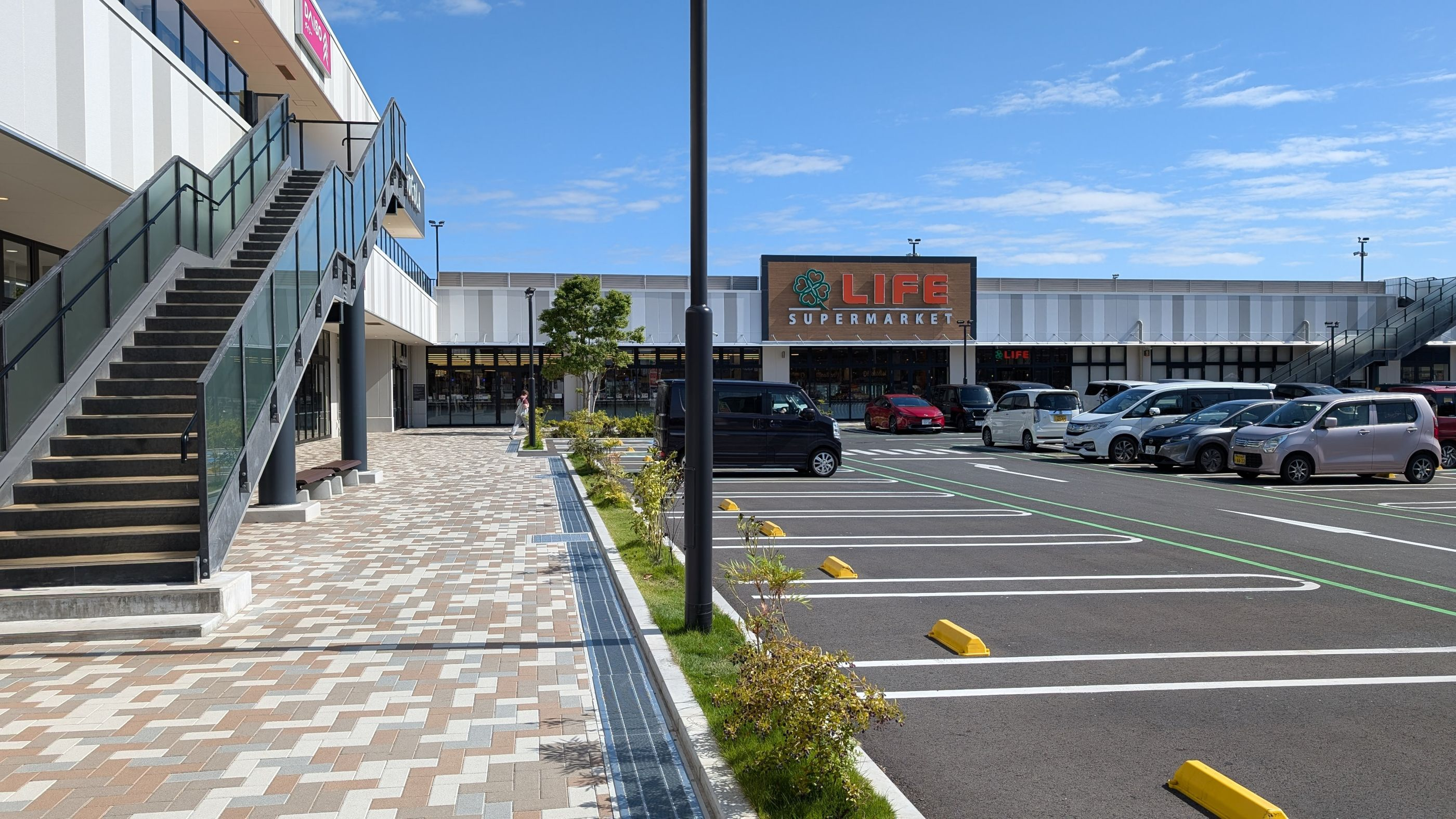
2Fへ昇る外階段

- 1階
  - もんじゃ・お好み焼き　わいず
  - ケンタッキー・フライド・チキン
  - 一風堂
  - サーティワンアイスクリーム
  - ジョーシン
  - トモズ
  - ライフ
  - ポニークリーニング

- 2階
  - ドクターズポート
  - DAISO

駐車場は地上、2階に合計311台。
- ジョーシン他が入る棟
- ライフ他が入る棟
- 車の進入路と植栽
- 2Fへ昇る外階段

## アクセス

### 鉄道
- 西武鉄道新宿線 池袋線 所沢駅東口から徒歩約9分

### バス
- 西武鉄道新宿線 池袋線 所沢駅東口から西武バス「所沢駅東口通り」下車後7分